# André Stil
André Stil (* 1. April 1921 in Hergnies; † 3. September 2004 in Camélas) war ein französischer Schriftsteller und 1950–1959 Chefredakteur der L’Humanité.
André Stil verfasste zahlreiche Romane, Essays und Novellen. 1952, während der Regierung Pinay, war Stil vorübergehend im Gefängnis. Während der deutschen Besatzung Frankreichs war er Teil der Résistance und seit 1944 Mitglied der Kommunistischen Partei Frankreichs. Ab 1977 war Stil Mitglied der Académie Goncourt.
Für den ersten Band der Trilogie Der erste Stoß erhielt er den Stalinpreis für das Jahr 1951.

## Werke in deutscher Übersetzung
- 1953: Die „Seine“ sticht in See und sechs andere Geschichten für den Frieden (La Seine a pris la mer et 6 autres histoires pour la paix)
- 1953: Das Wort Bergmann, Freunde. Erzählungen u. Skizzen (Le mot Mineur, camarades...)
- Der erste Stoß (Trilogie Le premier choc)
  - 1954 Band 1: Am Wasserturm (Au Château d'eau)
  - 1955 Band 2: Eine Kanone fällt ins Meer (Le Coup du canon)
  - 1956 Band 3: Paris mit uns (Paris avec nous)
- 1956: Dem sozialistischen Realismus entgegen (Vers le Réalisme socialiste)
- 1959: Morgen, wenn wir einander lieben (Nous nous aimerons demain)
- 1961: Die gleiche Chance (Le Foudroyage)
- 1962: Es geht ums Glück. Erzählungen aus Nordfrankreich (La Question du bonheur est posée)
- 1965: Die letzte Viertelstunde (Le dernier Quart d'heure)
- 1968: Komm tanzen, Violine (Viens danser, Violine)
- 1976: Versehentlich auch Blumen. Erzählungen (Fleurs par erreur)